# Dyskografia Rogera Taylora
Kompletna solowa dyskografia  Rogera Taylora – perkusisty zespołu Queen.

## Albumy studyjne
- 1981 Fun in Space
- 1984 Strange Frontier
- 1994 Happiness?
- 1998 Electric Fire
- 2013 Fun on Earth

## Single
- 1977 I Wanna Testify (singel spoza albumu)
- 1981 Future Management
- 1981 My Country
- 1981 Let's Get Crazy (Australia, Nowa Zelandia, Japonia, USA)
- 1984 Man on Fire (wyłącznie Wielka Brytania)
- 1984 Strange Frontier (wyłącznie Wielka Brytania)
- 1984 Beautiful Dreams (wyłącznie Portugalia)
- 1994 Nazis (Wielka Brytania)
- 1994 Foreign Saind (Wielka Brytania) (z udziałem Yoshiki)
- 1994 Happiness (Wielka Brytania)
- 1998 Pressure On (Wielka Brytania)
- 1998 Surrender (Wielka Brytania)
- 2009 The Unblinking Eye (Everything Is Broken) (cztery single z czterema różnymi wersjami utworu)
- 2011 Dear Mr. Murdoch
- 2013 Up
- 2017 Two Sharp Pencils

## Albumy kompilacyjne
- 2014 Best (USA)

## Wideografia
- 1998 Live at the Cyberbarn

## Boxy
- 2013 The lot

## EP
- 2017 Two Sharp Pencils

## DyskografiaThe Cross

### Albumy
- 1988 Shove It
- 1990 Mad, Bad And Dangerous To Know
- 1991 Blue Rock

### Single
- 1987 Cowboys And Indians
- 1988 Shove It
- 1988 Heaven For Everyone
- 1988 Manipulator
- 1990 Power To Love
- 1990 Liar
- 1990 Final Destination
- 1991 New Dark Ages
- 1991 Life Changes

## Single wydane przez Rogera przed jego współpracą z Queen

### The Reaction
- 1966 Bouna Sera (pod szyldem Johnny Quale and The Reactions)
- 1966 The Reaction

### Smile

#### Single
- 1969 Earth/Step On Me

#### Albumy
- 1983 Getting Smile (wydane wyłącznie w Japonii)
- 1997 Ghost of a Smile (CD) (wydane wyłącznie w Holandii)

### Larry Lurex
- 1973 I Can Hear Music/Goin' Back

## Albumy i single innych wykonawców nagrane z gościnnym udziałem Rogera
W nawiasach podano instrumenty bądź funkcje, które Roger pełnił podczas nagrywania albumów innych wykonawców.
- 1973 Al Stewart Present, Past & Future (perkusja)
- 1975 Fox Tails of Sullivan (chórki w piosence „Survival”)
- 1975 Eugene Wallace Dangerous (perkusja)
- 1976 Ian Hunter All-American Alien Boy (chórki wespół z Brianem Mayem i Freddiem Mercurym)
- 1980 Hilary Hilary How Come You're So Dumb/Rich Kid Blues (kompozytor piosenki, aranżacja, produkcja, gitara, gitara basowa, keyboardy, chórki i perkusja)
- 1981 Mel Smith Mel Smith's Greatest Hits/Richard and Joey (produkcja, wszystkie instrumenty w utworach i chórki)
- 1981 Gary Numan Dance (instrumenty perkusyjne i perkusja w utworach „Crash”, „You Are, You Are” i „Moral”)
- 1982 Kansas Vinyl Confessions (chórki w utworach „Right Away”, „Diamonds & Pearls” i „Play the Game Tonight”)
- 1982 Billy Squier Emotions & Motions (chórki wespół z Freddiem Mercurym w utworze tytułowym)
- 1983 Brian May & Friends - album Star Fleet Project i singel Star Fleet (chórki)
- 1985 Jimmy Nail album Take It or Leave It i singel Love Don't Live Here Anymore (perkusja, syntezatory i produkcja wespół z Davidem Richardsem
- 1985 Elton John Ice on Fire (Roger na perkusji i John Deacon na basie w utworze „Too Young”)
- 1985 Feargal Sharkey - singel Loving You (perkusja i syntezatory; produkcja singla wespół z Davidem Richardsem)
- 1985 Debbie Byrne - Persuader (perkusja w utworze „Fools Rush In”)
- 1986 Virginia Wolf - Wirginia Volf (produkcja wespół z Davidem Richardsem)
- 1986 Roger Daltrey Under a Ranging Moon (perkusja w utworze tytułowym (utwór nagrany w hołdzie Keithowi Moonowi))
- 1986 Magnum - Vigilante (perkusja; chórki w utworach „When the World Comes Down” i „Sometime Love”)
- 1987 Freddie Mercury - singel The Great Pretender (chórki)
- 1989 Sigue Sigue Sputnik - Dancerama (produkcja remiksu)
- 1989 Rock Aid Armenia - singel Smoke on the Water (cover Deep Purple) (perkusja;  wraz z Rogerem w nagraniu singla wziął udział Brian May, grając na gitarze)
- 1989 Ian & Belinda - Who Wants to Live Forever (cover Queen) (perkusja; w nagraniu singla wzięli również udział Brian May - gitara i produkcja singla oraz John Deacon - gitara basowa)
- 1991 - Hale & Pace - „The Stonk” (perkusja) (singel z piosenką; Brian May - gitara prowadząca, pianino i produkcja)
- 1992 - Shakin' Stevens - The Epic Years (perkusja w piosence „Radio”)
- 1997 - SAS Band - SAS Band  (perkusja i wokal w piosence „That's The Way God Planned It; John Deacon w tej samej piosence na gitarze basowej)
- 2001 - Bob Geldof - album Sex, Death & Age (perkusja i chórki)
- 2004 - Queen i David A. Stewart - Say It's Not True (wokal)
- 2004 - Cherie - Cherie - (perkusja w utworze „Say You Love Me”)
- 2010 - Taylor Hawkins & The Coattail Riders - Red Light Fever (chórki w utworze „Your Shoes”)
- 2014 - Protafield - Nemesis (perkusja w utworze „Wrath”)
- 2020 - Kings Daughters - Get Up (perkusja)